# Wheat Ridge
Wheat Ridge é uma cidade localizada no estado americano de Colorado, no Condado de Jefferson. A cidade foi fundada em 1859, e incorporada em 1969.

## Demografia
Em 1980 a população da cidade foi estimada em 30 293 habitantes, e em 1990, em 29 419 habitantes. Segundo o censo americano de 2000, a sua população era de 32.913 habitantes. Em 2006, foi estimada uma população de 30.979, um decréscimo de 1934 (-5.9%).

## Geografia
De acordo com o United States Census Bureau tem uma área de 23,5 km², dos quais 23,5 km² cobertos por terra e 0,0 km² cobertos por água.

## Localidades na vizinhança
O diagrama seguinte representa as localidades num raio de 8 km ao redor de Wheat Ridge.